# Paleontological Society Medal
Die Paleontological Society Medal ist der wichtigste Preis der US-amerikanischen Gesellschaft für Paläontologie, der Paleontological Society.

## Preisträger
- 1963: Raymond Cecil Moore
- 1964: G. Arthur Cooper
- 1966: Alfred Romer
- 1967: Carl O. Dunbar
- 1970: Ralph W. Chaney
- 1971: Preston E. Cloud
- 1972: Katherine Van Winkle Palmer
- 1973: George Gaylord Simpson
- 1974: John W. Wells
- 1975: Frank M. Carpenter
- 1976: Kenneth E. Caster
- 1977: Wendell Woodring
- 1978: James M. Schopf
- 1979: Norman D. Newell
- 1980: Everett C. Olson
- 1981: Harold S. Ladd
- 1982: Alfred R. Loeblich Jr., Helen Tappan
- 1983: Harry Blackmore Whittington
- 1984: Curt Teichert
- 1985: William A. Cobban
- 1986: Heinz A. Lowenstam
- 1987: Harlan P. Banks
- 1988: Rousseau H. Flower, J. Wyatt Durham
- 1989: Thomas W. Amsden
- 1990: Daniel I. Axelrod
- 1991: Norman F. Sohl
- 1992: Malcolm C. McKenna
- 1993: Adolf Seilacher
- 1994: Walter C. Sweet
- 1995: Alfred G. Fischer
- 1996: James W. Valentine
- 1997: David M. Raup
- 1998: Allison R. Palmer (Pete Palmer)
- 1999: Arthur J. Boucot
- 2000: Jack A. Wolfe
- 2001: Alan Cheetham
- 2002: Stephen Jay Gould
- 2003: Richard K. Bambach
- 2004: Martin A. Buzas
- 2005: Andrew H. Knoll
- 2006: Geerat J. Vermeij
- 2007: Steven M. Stanley
- 2008: Niles Eldredge
- 2009: Jeremy B. C. Jackson
- 2010: Bruce Runnegar
- 2011: Stig Bergström
- 2012: J. William Schopf
- 2013: Estella Leopold
- 2014: Erle Kauffman
- 2015: Derek Briggs
- 2016: Richard Fortey
- 2017: David Jablonski
- 2018: Anna K. Behrensmeyer
- 2019: David J. Bottjer
- 2020: Susan Kidwell
- 2021: Scott Wing
- 2022: Conrad Labandeira
- 2024: Mary L. Droser